# Храдец на Моравици
Храдец на Моравици (чеш. Hradec nad Moravicí) град је у Чешкој Републици. Град се налази у управној јединици Моравско-Шлески крај, у оквиру којег припада округу Опава.

## Становништво
Према подацима о броју становника из 2014. године град је имао 5.398 становника.